# Otuké
Otuké (Otuqué, Otúki, Otúke, Otukis) pleme ili plemena američkih Indijanaca nastanjenih nekada na području južne Bolivije. Jezično ovi su Indijanci, nakon što je P. Rivet (1913.) otkrio njihovu sličnost s grupama Boróro iz susjednog Mato Grossa, klasificirani Bororoima u širu porodicu Borotuque (naziv po plemenima Bororo i Otuke). Otuke se danas vode kao nestali, njihovi dijelovi izgubili su se u populaciji jačih Chiquito Indijanaca i bolivijskoj populaciji, gdje moraju imati svojih potomaka. 
Plemena koja su govorila jezicima otuke bila su: Korabeka  (Koraveka, Coraveca); Curave ili Kurave; Kovareka ili Covareca (Kobareka); Kuruminaka ili Curuminaca; Kumkaneka; Otuke ili Otuque; Tapii. Otuké ili Otukis bijahu naseljeni na misiji Santo Corazón u departmanu Santa Cruz, 120 km od brazilske granice. Grupa Koraveka bijaše smještena na misiji San Rafael u istom departmanu, 50 km od San Ignacio de Velasco. Kuravé, njih 150, nalazilo se na misiji Santo Corazón de Chiquitos, Kurukaneka na misiji San Rafael i Kuruminaka i Tapii na misiji Santiago de Chiquitos, 120 km od Puerto Suárez.